# Laura Gil
Laura Gil, née le 24 avril 1992 à Murcie, est une joueuse espagnole professionnelle de basket-ball. En équipe nationale, elle a notamment remporté la médaille d'argent aux Jeux olympiques de 2016.

## Biographie
Lors de la coupe du monde 2018, l'équipe obtient la médaille de bronze, cette fois face à la Belgique.

## Carrière
- 2008-2010 Segle XXI (es) (LF-2 (es))
- 2010-2011 :  Perfumerias Avenida Salamanque
- 2011-2012 :  Hondarribia-Irún
- 2012-2013 :  Beroil Ciudad de Burgos
- 2013-2014 :  Rivas Ecópolis
- 2014-2016 :  Agrupació Esportiva Sedis Bàsquet (es)
- 2016-2020 :  Perfumerias Avenida Salamanque[3]
- 2020-2022 :  Valence Basket
- 2022-… :  Basket Landes

## Palmarès

### Club
- Vainqueur de la Coupe de France : 2023[4]

### Sélection nationale
- Médaille d'or au Championnat d'Europe de basket-ball féminin 2013
- Médaille d'argent au Championnat du monde de basket-ball féminin 2014
- Médaille de bronze au Championnat d'Europe de basket-ball féminin 2015
- Médaille d'argent aux Jeux olympiques de 2016
- Médaille de bronze à la coupe du monde 2018
- Médaille d'or au Championnat d'Europe 2019 à Belgrade (Serbie)[5]